# Joseph Ratyé de Lapeyrade
Joseph Marie Étienne Jean Pierre Ratyé, vicomte de Lapeyrade, est un homme politique français né le 6 octobre 1774 à Sète (Hérault) et décédé le 12 septembre 1846 à Sète.

## Biographie
Joseph Marie Étienne Jean Pierre Ratyé est le fils du négociant Étienne Ratyé et de Marianne Arbouy. Il épouse Catherine Claire Roux.
Armateur et négociant, il est propriétaire à Sète. Avec Bresson, il arme notamment la goélette corsaire Le Comtesse Emeriau, dont il confie le commandement à Jean-Antoine Ytier en 1809.
Maire de Sète en 1814, créé vicomte en 1817, il est député de l'Hérault de 1824 à 1830, siégeant au centre et soutenant les gouvernements de la Restauration. Il démissionne en août 1830 pour ne pas prêter serment à la monarchie de Juillet.

## Sources
- « Joseph Ratyé de Lapeyrade », dans Adolphe Robert et Gaston Cougny, Dictionnaire des parlementaires français, Edgar Bourloton, 1889-1891 [détail de l’édition]